# 運動エネルギー
運動エネルギー（、英: kinetic energy）は、物体の運動に伴うエネルギーである。物体の速度を変化させる際に必要な仕事である。英語の kinetic は、「運動」を意味するギリシア語の κίνησις（kinesis）に由来する。この用語は1850年頃ウィリアム・トムソンによって初めて用いられた。

## 質点の運動エネルギー
ニュートン力学において、物体の運動エネルギーは、物体の質量と速さの二乗に比例する。
つまり、速度 v で運動する質量 m の物体の運動エネルギー K は
{\displaystyle K={\frac {1}{2}}mv^{2}}
で与えられる。
ニュートンの運動方程式が
{\displaystyle m{\frac {d{\boldsymbol {v}}}{dt}}={\boldsymbol {F}}(t)}
と表されているとき、この力 F が時刻 t0 から t1 の間に為す仕事 {\displaystyle W_{t_{0}\to t_{1}}} は、
{\displaystyle {\begin{aligned}W_{t_{0}\to t_{1}}&=\int _{t_{0}}^{t_{1}}\left({\boldsymbol {F}}(t)\cdot {\frac {d{\boldsymbol {x}}}{dt}}\right)dt\\&=\int _{t_{0}}^{t_{1}}\left(m{\frac {d{\boldsymbol {v}}}{dt}}\cdot {\boldsymbol {v}}(t)\right)dt\\&=\int _{t_{0}}^{t_{1}}{\frac {d}{dt}}\left({\frac {1}{2}}m{\boldsymbol {v}}\cdot {\boldsymbol {v}}\right)dt\\&=\int _{t_{0}}^{t_{1}}{\frac {dK}{dt}}\,dt\\&=K(t_{1})-K(t_{0})\end{aligned}}}
となる。
従って、物体の運動エネルギーの変化量は、その物体に加えられた仕事に等しい。
特に物体に一定の力 F が加えられ、物体の位置が {\displaystyle {\boldsymbol {x}}} から {\displaystyle {\boldsymbol {x}}+\Delta {\boldsymbol {x}}} まで、{\displaystyle \Delta {\boldsymbol {x}}} だけ変化したとき、
{\displaystyle {\frac {1}{2}}mv^{2}(t_{1})-{\frac {1}{2}}mv^{2}(t_{0})={\boldsymbol {F}}\cdot \Delta {\boldsymbol {x}}}
という等式が成り立つ。例えば物体が地表付近で自由落下する場合、重力加速度は一定と見なせるので、上記の等式が利用できる。
また、力F を物体の質量m と加速度 α の積で置き換えれば、等式は物体の質量に依存しない形に書き直される。
{\displaystyle v^{2}(t_{1})-v^{2}(t_{0})=2{\boldsymbol {\alpha }}\cdot \Delta {\boldsymbol {x}}.}

## 回転運動の運動エネルギー
同様に回転運動をする物体の運動エネルギーは、角速度 ω の2乗と慣性モーメント I に比例する。
{\displaystyle K={\frac {1}{2}}I\omega ^{2}}

## 解析力学における運動エネルギー
ラグランジュ力学の出発点となるラグランジアン L は運動エネルギー K とポテンシャルエネルギー V の差として定義することができる。
{\displaystyle L(q,{\dot {q}};t)=K({\dot {q}})-V(q)}
この際、ラグランジアンの変数は一般化座標 {\displaystyle q(t)} とその時間微分 {\displaystyle {\dot {q}}(t)}、及び時刻 {\displaystyle t} である。
多くの場合、一般化座標として位置 {\displaystyle x} や 回転角 {\displaystyle \theta } とするので、運動エネルギーは
{\displaystyle K=\sum _{i}{\frac {1}{2}}m_{i}{v_{i}}^{2}+\sum _{j}{\frac {1}{2}}I_{i}{\omega _{j}}^{2}}
となる。
ハミルトン力学の出発点となるハミルトニアンH はラグランジアンのルジャンドル変換から、
{\displaystyle H(q,p;t)=\sum p{\dot {q}}-L}
として定義される。ハミルトニアンの変数は一般化座標 {\displaystyle q(t)} と一般化運動量 {\displaystyle p(t)} である。元のラグランジアンでポテンシャルが {\displaystyle {\dot {q}}(t)} に依存せず、運動エネルギーが上の形をしていれば、
{\displaystyle p_{i}(t)={\frac {\partial L}{\partial v_{i}}}=m_{i}v_{i}}
{\displaystyle l_{j}(t)={\frac {\partial L}{\partial \omega _{j}}}=I_{j}\omega _{j}}
（ l は回転角度 θ に共役な角運動量）となり、運動エネルギーは
{\displaystyle K=\sum _{i}{\frac {1}{2m_{i}}}{p_{i}}^{2}+\sum _{j}{\frac {1}{2I_{j}}}{l_{j}}^{2}}
となる。